# Districte de Lons-le-Saunier
El Districte de Lons-le-Saunier és un dels tres districtes del departament francès del Jura a la regió de Borgonya-Franc Comtat. Té 19 cantons i 344 municipis. El cap del districte és la prefectura de Lons-le-Saunier. Té una extensió de 2.272 Km2 i una població de 104.261 habitants segons cens de 2022.

## Cantons
cantó d'Arbois - cantó d'Arinthod - cantó de Beaufort (Jura) - cantó de Bletterans - cantó de Champagnole - cantó de Chaumergy - cantó de Clairvaux-les-Lacs - cantó de Conliège - cantó de Lons-le-Saunier-Nord - cantó de Lons-le-Saunier-Sud - cantó de Nozeroy - cantó d'Orgelet - cantó de Les Planches-en-Montagne - cantó de Poligny - cantó de Saint-Amour - cantó de Saint-Julien - cantó de Salins-les-Bains - cantó de Sellières - cantó de Voiteur